# Дядько з іншого світу
«Дядько з іншого світу» (яп. 異世界おじさん, Isekai Ojisan, англ. Uncle from Another World) — манґа, написана та проілюстрована Хотондошиндейру. Вона була вперше презентована на ComicWalker видивництвом Kadokawa Shoten у червні 2018 року. Станом на вересень 2022 року було випущено вісім томів. У Північній Америці манґа ліцензована компанією Yen Press. Прем'єра аніме-телесеріалу від AtelierPontdarc відбулася в липні 2022 року.

## Синопсис
У сучасній Японії Такафумі Такаока відвідує у лікарні свого дядька, який нещодавно прокинувся від 17-річної коми після того, як його збила вантажівка. Дядько показує вміння користуватися магічними заклинаннями й пояснює, що його насправді відправили в інший світ. Такафумі дозволяє своєму дядькові переїхати до нього, і він разом із подругою дитинства Такафумі Сумікою Фуджімією проводить дні, допомагаючи дядькові адаптуватися до сучасного суспільства, а також спостерігає за його спогадами про інший світ.

## Персонажі
Дядько (яп. おじさん, Ojisan) / Йосуке Шібазакі (яп. 嶋㟢 陽介, Shibazaki Yōsuke)
Сейю: Такехіто Коясу / Акіра Ішіда (Chain Chronicle 3)
34-річний чоловік, який прокинувся через 17 років коми, але фактично весь цей час був в іншому світі. Його непривабливий зовнішній вигляд майже не змінився з того часу, як він потрапив у інший світ, його часто приймали за орка, і жителі іншого світу ставилися до нього надзвичайно погано, аж до того, що йому доводилося постійно стирати власні спогади, щоб зберегти здоровий глузд. Він зберіг свої магічні здібності та вільно користується ними. Він не помічає будь-яких романтичних намірів з боку дівчат, з якими він стикався під час своєї подорожі, але миттєво зрозумів почуття Суміки до Такафумі. Через його тривалу відсутність він, як правило, плутається у сучасних технологіях та культурі. Завзятий фанат SEGA, він часто у житті використовує стратегії, вивчену в класичних іграх для таких консолей, як Sega Genesis і Sega Saturn; занепад домашньої консолі SEGA, який завершився випуском Sega Dreamcast, шокував його до глибини душі.
Такафумі Такаока (яп. 高丘 敬文, Takaoka Takafumi)
Сейю: Джюн Фукуяма
Племінник Йосуке, який прийняв його до себе після того, як зрозумів, що він може заробляти гроші на магічних здібностях свого дядька, головним чином коштом доходу від реклами на YouTube. Його цікавлять пригоди Йосуке в іншому світі, особливо дівчата, яких він зустрів під час своєї подорожі, але аромантичні схильності його дядька іноді відвертають його. За іронією долі, він також не помічає почуттів Суміки до нього. Його батьки розлучилися через стрес, пов'язаний зі станом здоров'я його дядька, і він використовує історії Йосуке як форму втечі від виховання в розбитій сім'ї.
Суміка Фуджімія (яп. 藤宮 澄夏, Fujimiya Sumika)
Сейю: Мікако Комацу
Подруга дитинства Такафумі, з якою він знову зустрівся після довгої розлуки. Вона закохана в нього, хоча він не помічає цього. Дізнавшись про магічні здібності Йосуке в той момент, коли вона прийшла у квартиру Такафумі, вона починає часто навідуватися до них, і разом вони проводять дні, переглядаючи спогади про пригоди Йосуке в іншому світі. Хоча вона має приємні спогади про їхнє дитинство, деякий час Суміка часто знущалася над Такафумі. Хоча зараз він, здається, не ображається, Суміка жахається цього відкриття.
Ельфійка-цундере (яп. ツンデレエルフ, Tsundere Erufu) / Сузайлґ'єрерзеґалнелвзеґілреґранзельґа Ельґа (яп. スザイルギラーゼガルネルブゼギルレアグランゼルガ＝エルガ, Suzairugirāzegarunerubuzegirureaguranzeruga Eruga)
Сейю: Харука Томацу / Аяне Сакура (Chain Chronicle 3)
Ельфійка, яку Йосуке врятував у іншому світі. Вона закохана в нього після того, як він врятував її від дракона, але оскільки термін «цундере» став популярним лише через чотири роки після того, як Йосуке впав у кому, він не розуміє її схильностей і думає, що вона натомість переслідує його і знущається з нього. Попри це, вона добра, часто захищає Йосуке, коли інші люди намагаються його обмовити, хоча він сприймає це як шантаж. Пізніше з'ясовується, що вона принцеса ельфів.
Мейбл Лейбел (яп. メイベル＝レイベール, Meiberu Reiberu)
Сейю: Аой Юкі / Асамі Імай (Chain Chronicle 3): Блакитволоса відлюдниця, яка володіє міфічним Крижаним Мечем, здатним перемогти Вогненного Дракона. Однак Йосуке перемагає дракона, не використовуючи меч, що змушує Мейбл сумніватися у своїй меті. Вона стає NEET після того, як Йосуке заохочує її продовжувати приймати свої внутрішні бажання. Пізніше з'ясовується, що її предки, Крижаний клан, є нащадками японського самурая, який потрапив до іншого світу 400 років тому.
Алісія Едельсія (яп. アリシア＝イーデルシア, Arishia Īderushia)
Сейю: Акі Тойосакі / Ая Учіда (Chain Chronicle 3): Жриця-початківиця у групі шукачів пригод Едґара і Райґа. Йосуке неодноразово натрапляє на її групу та допомагає їм виконувати складні квести. Їй поклоняються як герою-хрестоносцю після того, як її група випадково присвоїла заслугу Йосуке за перемогу над ордою орків.
Едґар (яп. エドガー, Edogā)
Сейю: Кен'ічі Судзумура
Мечник-початківець у групі з Алісією та Райґою.
Райґа (яп. ライガ)
Сейю: Нобухіко Окамото
Берсерк-початківець у групі з Алісією та Едґаром.
Савае (яп. 沢江)
Сейю: Хісако Канемото
Шкільна подруга Суміки.

## Медіа

### Манґа
Серію написав та проілюстровав Хотондошиндейру. Вихід почаіся в застосунку для манги Kadokawa Shoten і на вебсайті ComicWalker 29 червня 2018 року. Опитування щодо популярності персонажів було проведено на честь випуску першого тому, де персонаж-переможець був представлений у бонусному сегменті в кінці тому. Станом на вересень 2022 року було опубліковано вісім томів танкобон.
У листопаді 2020 року Yen Press оголосила, що ліцензувала серію для публікації англійською мовою.

#### Список томів
| №  | Дата виходу       | ISBN                   |
| -- | ----------------- | ---------------------- |
| 1  | 21 листопада 2018 | ISBN 978-4-04-065368-6 |
| 2  | 22 квітня 2019    | ISBN 978-4-04-065707-3 |
| 3  | 21 жовтня 2019    | ISBN 978-4-04-064093-8 |
| 4  | 23 квітня 2020    | ISBN 978-4-04-064575-9 |
| 5  | 23 жовтня 2020    | ISBN 978-4-04-065952-7 |
| 6  | 23 червня 2021    | ISBN 978-4-04-680402-0 |
| 7  | 21 лютого 2022    | ISBN 978-4-04-681123-3 |
| 8  | 20 серпня 2022    | ISBN 978-4-04-681684-9 |
| 9  | 22 березня 2023   | ISBN 978-4-04-682358-8 |
| 10 | 22 вересня 2023   | ISBN 978-4-04-682881-1 |
| 11 | 23 березня 2024   | ISBN 978-4-04-683492-8 |

### Аніме
18 червня 2021 року було оголошено про адаптацію у форматі аніме-серіалу. Виробництвом серіалу займається AtelierPontdarc, а режисером є Шігекі Каваї, сценарій серіалу написав Кента Іхара, персонажів — Кадзухіро Ота, а музику — Кенічіро Суехіро. Прем'єра відбулася 6 липня 2022 року на AT-X. Музикою заставки є «story» Маю Маешіми, а завершальною — «Ichibanboshi Sonority» Юки Ігучі. Зараз серіал транслюється Netflix по всьому світу. 27 липня було оголошено, що випуск 5 серії буде відкладено на два тижні, до 17 серпня, через пандемію COVID-19. 2 вересня, після випуску 7 епізоду, було введено в дію невизначену затримку через занепокоєння, пов'язані з COVID-19. Однак 27 серпня Іппеї Іччі заявив, що він повинен був зняти 10 епізод, але раптово пішов після того, як виявилося, що для цього епізоду все ще не вибрано персонал і що братимуть участь лише штатні працівники. 9 вересня було оголошено, що серіал відновить свою трансляцію з 1 епізоду 6 жовтня, а 8 епізод, перший новий епізод після перерви, буде випущено 24 листопада.

#### Список серій
| № серії | Назва серії | Режисер(и)        | Сценарист(и) | Storyboarded by   | Оригінальна дата показу |
| ------- | --- | ----------------- | ------------ | ----------------- | ----------------------- |
| 1       | «Я був у світі Ґрандбагамал протягом 17 років і нарешті повернувся» Транслітерація: «Isekai Guranbahamaru ni Jūnananen Ita ga Yōyaku Kaettekita, zo» (яп. 異世界グランバハマルに１７年いたがようやく帰ってきた、ぞ) | Shigeki Kawai     | Kenta Ihara  | Shigeki Kawai     | 6 липня 2022            |
| 2       | «Першими мали бути "Guardian Heroes"!!» Транслітерація: «Ichii "Gādian Hīrōzu" Darō!» (яп. １位「ガーディアンヒーローズ」だろぉおおお！)                                                                            | Kuniyasu Nishina  | Kenta Ihara  | Shigeki Kawai     | 13 липня 2022           |
| 3       | «Маєш дядька - маєш і тітку» Транслітерація: «Oji ga Iru nara Oba mo Iru Mono Desu, wa» (яп. 叔父がいるなら叔母もいるものです、わ)                                                                                  | Kazuomi Koga      | Kenta Ihara  | Gōichi Iwahata    | 20 липня 2022           |
| 4       | «Добре, що в скрутні часи ти була поряд» Транслітерація: «Tsurai Naka Omae ga Ite, Sasaete Kurete Yokatta» (яп. つらい中お前がいて、支えてくれてよかった)                                                           | Naomi Nakayama    | Kenta Ihara  | Naomi Nakayama    | 27 липня 2022           |
| 5       | «Коли мене майже вбили» Транслітерація: «Sōiya Ore, "Ansatsu" Sarekaketa Koto Aru na» (яп. そういや俺、「暗殺」されかけたことあるな)                                                                                | Ippei Ichii       | Kenta Ihara  | Ippei Ichii       | 17 серпня 2022          |
| 6       | «Ось так я опинився в підвалі цирку потвор...» Транслітерація: «Kōshite Ore wa Misemonogoya no Chika ni Buchikomaretan da ga...» (яп. こうして俺は見世物小屋の地下にぶち込まれたんだが…)                            | Akira Toba        | Kenta Ihara  | Gōichi Iwahata    | 24 серпня 2022          |
| 7       | «Як бачите, ігри SEGA корисні на все життя!» Транслітерація: «Mite no Tōri Sega no Gēmu wa Jinsei no Yakunitatsunda!» (яп. 見てのとおりＳＥＧＡのゲームは人生の役に立つんだ！)                                      | Shintarō Itoga    | Kenta Ihara  | Naomi Nakayama    | 31 серпня 2022          |
| 8       | «Я перетворився на найсильнішу з відомих мені істот» Транслітерація: «Ore no Shiru Saikyō no Seibutsu ni Henshin Shite Kirinuketanda» (яп. 俺の知る最強の生物に変身して切り抜けたんだ)                              | Kazuomi Koga      | Kenta Ihara  | Masaharu Watanabe | 24 листопада 2022       |
| 9       | «Дух льоду вимагає плату за свою магію» Транслітерація: «Kōri no Seirei ga Kūrā Mahō no Taika o Yōkyū Shiterun da yo» (яп. 氷の精霊がクーラー魔法の対価を要求してるんだよ)                                          | Yoshitaka Nagaoka | Kenta Ihara  | Gōichi Iwahata    | 1 грудня 2022           |
| 10      | «Стався до людей так, як хочеш, щоб ставилися до тебе» Транслітерація: «Reisetsu wa...Hito de Aru to Mitomerarete kara da» (яп. 礼節は…人であると認められてからだ)                                                  | Shigeki Kawai     | Kenta Ihara  | Ippei Ichii       | 8 грудня 2022           |
| 11      | «Кров... Ні, це не тому, що я побачив щось вульгарне...» Транслітерація: «Chi, Chigau zo, Kore wa Etchi nano o Mita kara ja Naku...» (яп. ち、違うぞ、これはエッチなのを見たからじゃなく…)                          | Naomi Nakayama    | Kenta Ihara  | Naomi Nakayama    | 15 грудня 2022          |
| 12      | «Імена важливі, ось що (він/вона) сказав» Транслітерація: «Namae wa Daiji da, Aitsu mo Sō Itteita» (яп. 名前は大事だ、あいつもそう言っていた)                                                                       | Shintarō Itoga    | Kenta Ihara  | Masaharu Watanabe | 22 грудня 2022          |
| 13      | «Дякую всім, дякую тобі» Транслітерація: «Minna no Okage da, Arigatō» (яп. みんなのおかげだ、ありがとう) | Ryūta Imaizumi    | Kenta Ihara  | Shigeki Kawai     | 8 березня 2023          |

#### Український переклад
Аніме має офіційні українські субтитри на платформі Netflix.

## Оцінки та відгуки
Серіал посів восьме місце в 2019 Next Manga Awards у цифровій категорії. Серія посіла п'ятнадцяте місце в опитуванні працівників японського книжкового магазину Honya Club у 2020 році. У випуску путівника Kono Manga ga Sugoi! 2020 року серія посіла одинадцяте місце. Також у 2020 році вона посіла друге місце у гран-прі BookWalker.
Серія має тираж у 1.8 мільйона примірників.
Демельза з Anime UK News мала змішані почуття щодо першого тому та розкритикувала мальовку та персонажів.